# Тайчинов, Султан Нургалеевич
Султан Нургалеевич Тайчинов (27 ноября 1906, Гайниямак, Уфимская губерния — 3 сентября 1982, Уфа) — агроном

-почвовед, доктор сельскохозяйственных наук (1948), профессор (1949); заслуженный деятель науки РСФСР (1968), заслуженный деятель науки БАССР (1951).

## Биография
Султан Нургалеевич Тайчинов родился 27 ноября 1906 года в деревне Гайниямак одноимённой волости Белебеевского уезда Уфимской губернии (ныне — в Альшеевском районе Башкортостана). С детства хорошо знал деревенскую жизнь, был приучен к сельскому труду. Хотел получить образование, чтобы облегчить жизнь селян. Его отец — Нургали Тайчинов — служил в царской армии, был каптенармусом, получил чин унтер-офицера.
В 1920 году Султан Тайчинов поступил в Белебеевский татаро-башкирский педагогический техникум. Его первой наградой стали лыковые лапти, которые он получил за ударный труд на садовом участке при техникуме. По окончании учёбы получил квалификацию учителя начальной школы. Трудовую деятельность начал сельским учителем в школе деревни Зильдярово нынешнего Миякинского района.
В 1926 году был направлен Народным комиссариатом просвещения Башкирской АССР в Самару на учёбу в Самарский сельскохозяйственный институт. в 1930 году после окончания агрономического факультета работал там же ассистентом кафедры общего земледелия, учился в аспирантуре. Являлся доцентом и временно исполняющим обязанности заведующего кафедрой общего земледелия Самарского сельхозинститута.
С 1933 года и до последних дней жизни Султан Нургалеевич работал в Башкирском сельскохозяйственном институте (ныне БАГСУ). Почти полвека он являлся заведующим кафедрой почвоведения.
В 1949-51 годах руководил агрономическим факультетом Башкирского сельскохозяйственного института. Читал лекции по географии почв и основам сельского хозяйства. В 1939-47 годы одновременно преподавал в Башкирском госпединституте им. К. А. Тимирязева (ныне Башкирский государственный университет).
В 1937 году Султан Тайчинов обобщил результаты исследований по вопросам борьбы с засухой и успешно защитил кандидатскую диссертацию в Московской Сельскохозяйственной академии им. Тимирязева. Одним из оппонентов на защите был выдающийся агрохимик, академик АН СССР и ВАСХНИЛ Дмитрий Прянишников, который дал хороший отзыв о работе молодого ученого.
В 1933—1982 годах работал в БСХИ. Самым первым заведующим кафедрой земледелия и почвоведения стал Султан Нургалиевич Тайчинов. Впоследствии он стал виднейшим почвоведом страны, заведующим кафедрой почвоведения.
1949—1951 годы был деканом агрономического факультета Башкирского сельскохозяйственного института, одновременно в 1939—47 годах преподаватель Башкирского государственного педагогического института им. К. А. Тимирязева.

## Вклад в науку
Султан Тайчинов внёс значительный вклад в развитие почвоведения в Башкортостане. Научная деятельность посвящена бонитировке почвы, качестве оценке земель, эрозии почвы. Тайчиновым проведено агропочвенное районирование территории Башкортостана, разработана система создания глубокого пахотного слоя почвы для различных сельскохозяйственных зон республики. Под его руководством составлены почвенная карта БАССР (1975) и карта «Качественная оценка (бонитировка) сельскохозяйственных угодий БАССР» (1977).
Является автором более 130 научных трудов.

## Награды
- Орден Трудового Красного Знамени (1966)
- два ордена «Знак Почёта» (1950, 1973).